# University of South Carolina Women's Volleyball
La University of South Carolina Women's Volleyball è la squadra pallavolo femminile appartenente alla University of South Carolina, con sede a Columbia (Carolina del Sud): milita nella Southeastern Conference della NCAA Division I.

## Storia
Il programma di pallavolo femminile della University of South Carolina viene fondato nel 1973. Dopo aver gareggiato come programma indipendente, nel 1983 si affilia alla Metropolitan Collegiate Athletic Conference: conquista un titolo di conference e nello stesso anno partecipa per la prima volta al torneo di NCAA Division I. 
Nel 1990 emigra nella Southeastern Conference, centrando ancora qualche qualificazione alla post-season, senza mai andare oltre il secondo turno.

## Record
| Piazzamento          |    | Edizione                                            |
| -------------------- | -- | --------------------------------------------------- |
| Tornei NCAA          | 11 | Secondo turno: 6 1995, 1997, 2000, 2002, 2018, 2019 |
| Tornei NCAA          | 11 | Primo turno: 5 1984, 1998, 2001, 2021, 2024         |
| Titoli di conference | 1  | Metropolitan Collegiate Athletic Conference: 1 1984 |

## Conference
- Metropolitan Collegiate Athletic Conference: 1983-1990
- Southeastern Conference: 1991-

## All-America

### Third Team
- Mikayla Shields (2019)

## Allenatori
- Violet Meade: 1973
- Vicki Hamilton: 1974-1975
- Kathy Graham: 1976-1977
- Judy Martino: 1978-1980
- Terrie Drake: 1981-1982
- Elaine Mozingo: 1983
- Bonnie Kenny: 1984-1992
- Kim Hudson: 1993-2004
- Nancy Somera: 2005-2006
- Ben Somera: 2007-2010
- Scott Swanson: 2011-2017
- Tom Mendoza: 2018-